# Diplophrys (Protista)
Diplophrys es un género de foraminífero bentónico de la familia Lagynidae, del suborden Allogromiina y del orden Allogromiida. Su especie tipo es Diplophrys archeri. Su rango cronoestratigráfico abarca el Holoceno.

## Clasificación
Diplophrys incluye a las siguientes especies:
- Diplophrys archeri
- Diplophrys longicollis
- Diplophrys stercorea

Otra especie considerada en Diplophrys es:
- Diplophrys marina, considerado sinónimo posterior de Diplophrys archeri